# Jocelyne Darche
Pour les articles homonymes, voir Darche.
Jocelyne Darche est une actrice française spécialisée dans le doublage née le 18 août 1943 dans le 18e arrondissement de Paris.
Elle est formée au Conservatoire national supérieur d'art dramatique.

## Théâtre
- 1958 : Lucy Crown d'Irwin Shaw, mise en scène Pierre Dux, Théâtre de Paris
- 1963 : Et jusqu’à Béthanie de Jean Giraudoux, mise en scène Raymond Rouleau, Théâtre Montparnasse[2]
- 1969 : Le Comte de Monte-Cristo d'après Alexandre Dumas, mise en scène Jean Darnel, Théâtre antique d'Arles
- 1971 : La Voyante d'André Roussin, mise en scène de l'auteur, Théâtre Marigny[2]
- 1981 : Le Misanthrope de Molière, mise en scène Jean Meyer, Théâtre des Célestins

## Filmographie

### Cinéma
- 1956 : Marie-Antoinette reine de France de Jean Delannoy : Madame Royale (au Temple)
- 1958 : Les Tricheurs de Marcel Carné
- 1959 : Julie la Rousse de Claude Boissol : Violette
- 1961 : Dans l'eau... qui fait des bulles ! de Maurice Delbez
- 1961 : La Fille du torrent de Hans Herwig
- 1973 : Le Grand Bazar de Claude Zidi : la femme du couple visitant l'appartement

### Télévision
- 1964 : Les Cinq Dernières Minutes : 45 tours... et puis s'en vont de Bernard Hecht : Catherine Domont
- 1965 : Les Cinq Dernières Minutes, épisode Bonheur à tout prix de Claude Loursais : La cliente
- 1965 : Les dossiers de Jérôme Randax, épisode Les héritiers Dubois : Angélique Dubois
- 1966 : Les Cinq Dernières Minutes, épisode Pigeon vole de Claude Loursais : Josette
- 1967 : Vidocq, épisode À vous de jouer, monsieur Vidocq! : Agnès
- 1968 : Les Cinq Dernières Minutes, épisode Les Enfants du faubourg de Claude Loursais : Christiane
- 1968 : Au théâtre ce soir : Mademoiselle de Jacques Deval, mise en scène Jacques-Henri Duval, réalisation Pierre Sabbagh, Théâtre Marigny : Christiane Galvoisier
- 1971 : Au théâtre ce soir : La Voyante d'André Roussin, mise en scène de l'auteur, réalisation Pierre Sabbagh, Théâtre Marigny : la jeune fille
- 1975 : Jo Gaillard, épisode Le procès de Hervé Bromberger : Mathilde
- 1976-1978 : Minichronique de René Goscinny et Jean-Marie Coldefy : Jocelyne Bouchard
- 1979 : Le Tourbillon des jours de Claude Caron et Jacques Doniol-Valcroze : Mme Viatte
- 1980 : L'Enterrement de Monsieur Bouvet de Guy Lefranc : Mme Sardot

## Doublage

### Cinéma

#### Films
- Julie Hagerty dans :
  - Y a-t-il un pilote dans l'avion ? (1980) : Elaine Dickinson
  - Y a-t-il enfin un pilote dans l'avion ? (1982) : Elaine Dickinson
  - Gangsters par alliance (2023) : Margie Browning

- 1971 : Les Proies : Edwina Dabney, l'assistante (Elizabeth Hartman)
- 1971 : Le Décaméron : Madone Fiordaliso (Maria Gabriella Maione)
- 1972 : La Chevauchée des sept mercenaires : Arilla Adams (Mariette Hartley)
- 1972 : Gunn la gâchette : la prostituée menacée (Sandra Giles)
- 1973 : Chino : Catherine (Jill Ireland)
- 1973 : Scorpio : Anne (Mary Maude)
- 1973 : Nos plus belles années : Vicki Bissinger (Diana Ewing)
- 1974 : Conversation secrète : Ann (Cindy Williams) (1er doublage)
- 1976 : Complot de famille : Fran (Karen Black)
- 1977 : Un espion de trop : Dorothy Putterman (Tyne Daly)
- 1977 : Les Duellistes : Léonie (Meg Wynn Owen)
- 1977 : À la recherche de Mister Goodbar : Katherine (Tuesday Weld)
- 1977 : Holocauste 2000 : une infirmière (Joanne Dainton)
- 1978 : La Taverne de l'enfer : Susan Chow (Aimée Eccles)
- 1978 : Le Chat qui vient de l'espace : le docteur Elizabeth « Liz » Bartlett (Sandy Duncan)
- 1979 : L'Étalon noir : la mère d'Alec (Teri Garr)
- 1979 : Dracula : Lucy Seward (Kate Nelligan)
- 1979 : Le Cinquième Mousquetaire : Louise de La Vallière (Ursula Andress)
- 1981 : Le Prince de New York : Carlo Ciello (Lindsay Crouse)
- 1981[3] : 13 Morts et demi : Mlle Mumsley (Mimi Weddell)
- 1983 : La Quatrième Dimension : Helen Foley (Kathleen Quinlan)
- 1984 : La Belle et l'Ordinateur : la guide de la prison (Lisa Vogel)
- 1985 : Perfect : Linda (Laraine Newman)
- 1985 : Soleil de nuit : l'hôtesse (Hilary Drake)
- 1985 : Explorers : le professeur de sciences (Brooke Bundy)
- 1986 : Lady Jane : Marie Tudor (Jane Lapotaire)
- 1986 : Le flic était presque parfait : Rachel Wareham (Meg Tilly)
- 1987 : Le Secret de mon succès : Maureen (Susan Kellerman)
- 1987 : Baby Boom : Helga Von Haupt (Carol Gillies)
- 1988 : Piège de cristal : Gail Wallens (Mary Ellen Trainor)
- 1992 : Et au milieu coule une rivière : Mme Maclean (Brenda Blethyn)
- 1999 : Belles à mourir : Iris Clark (Mindy Sterling)
- 1999 : Photos interdites : Valerie (Diane D'Aquila)
- 1999 : Dick : Les Coulisses de la présidence : Kay Jobs (Shannon Lawson)
- 2000 : Jardinage à l'anglaise : Georgina Woodhouse (Helen Mirren)
- 2002 : Chewing-gum et Cornemuse : Madame Hugonaut (Teri Garr[4])
- 2009 : Instinct de survie : Mme Amworth (Sandra Lafferty)
- 2010 : Welcome to the Rileys : Brenda (Peggy Walton-Walker)
- 2010 : Le Silence des ombres : Mme Bernburg (Frances Conroy)
- 2011 : Transformers 3, la face cachée de la lune : Charlotte Mearing (Frances McDormand)
- 2011 : Paul : Tara Walton (Blythe Danner)
- 2013 : Rouge rubis : Lady Arista (Gerlinde Locker)
- 2017 : Downsizing : voix additionnelles
- 2018 : Mute : Edna Ayers (Barbara Ewing)
- 2019 : Bad Education : Mary Ann (Welker White (de))
- 2021 : Don't Look Up : Déni cosmique : ? ( ? )
- 2022 : Father Stu : Kathleen Long (Jacki Weaver)

#### Films d'animation
- 1977 : Peter et Elliott le dragon : Miss Taylor (1er et 2d doublages)
- 2011 : Kung Fu Panda 2 : la divinatrice

### Télévision

#### Téléfilms
- 1978 : Du feu dans le ciel : Jennifer Dreiser (Joanna Miles)
- 1997 : Rebecca : Beatrice (Geraldine James)
- 2003 : Face à son destin : Valerie (Barbara Gordon)
- 2007 : Dessine-moi une famille : Beatrice Gilcrest (Judith Ivey)
- 2009 : Une seconde vie : Helen (Pat Crawford Brown)
- 2013 : Trafic de bébés : Noureen (Veena Sood)

#### Séries télévisées
- Susan Blakely dans :
  - Le Riche et le Pauvre (1976) : Julie Prescott (9 épisodes)
  - Les Héritiers (1976) : Julie Prescott (épisode 1)

- Tess Harper dans :
  - Demain à la une (1998-2000) : Lois Hobson (8 épisodes)
  - Crash (2009) : Wendy Olinville (10 épisodes)

- Diahann Caroll dans :
  - Grey's Anatomy (2006-2007) : Jane Burke (5 épisodes)
  - FBI : Duo très spécial (2009-2014) : June Ellington (25 épisodes)

- Lisa Emery dans :
  - Ozark (2017-2022) : Darlene Snell (37 épisodes)
  - The Walking Dead: Dead City (2023) : Dama
- 1973 : Frankenstein : Elizabeth Fanshawe (Nicola Pagett) (mini-série)
- 1974 : Columbo : Ruth Stafford (Collin Wilcox Paxton) (saison 4, épisode 1)
- 1982 : Falcon Crest : Katherine Demery (Joanna Cassidy) (5 épisodes)
- 1994-1995 : Chicago Hope : La Vie à tout prix : Laurie Geiger (Kim Greist) (7 épisodes)
- 1994-2012 : Les Feux de l'Amour : Doris Collins (Victoria Ann-Lewis puis Karen Hensel) (97 épisodes)
- 1995 : Orgueil et Préjugés : Mrs Bennet (Alison Steadman) (mini-série)
- 1999 : La Tempête du siècle : Joanna Stanhope (Kathleen Chalfant) (mini-série)
- 2001-2002 : Six Feet Under : Mitzi Dalton Huntley (Julie White) (4 épisodes)
- 2002-2004 : Will et Grace : Lois Whitley (Suzanne Pleshette) (3 épisodes)
- 2002-2005 : Everwood : Brenda Baxworth (Lee Garlington) (12 épisodes)
- 2003 : Preuve à l'appui : Doris Horton (Kathleen Nolan) (saison 2, épisode 10)
- 2003-2008 : Smallville : la shérif Nancy Adams (Camille Mitchell) (23 épisodes)
- 2005 : Desperate Housewives : Carol Prudy (Joyce Van Patten) (saison 2, épisodes 9 et 10)
- 2006-2008 : Jericho : Gracie Leigh (Beth Grant) (10 épisodes)
- 2008 : The Shield : Rita Dressler (Frances Fisher) (4 épisodes)
- 2010-2016 : Royal Pains : Ellen Collins (Lisa Banes) (9 épisodes)
- 2011 : Unforgettable : Alice Wells (Deanna Dunagan) (5 épisodes)
- 2012-2013 : American Horror Story : la Mère supérieure Claudia (Barbara Tarbuck) (5 épisodes)
- 2013 : Mistresses : Dr Alana Chertoff (Lenora May) (3 épisodes)
- 2013-2015 : Les Mystères de Haven : Gloria Verrano (Jayne Eastwood) (23 épisodes)
- 2014-2015 : Bankerot : la mère d'Hannah (Ditte Gråbøl) (5 épisodes)
- 2014-2017 : Black Sails : Mme Mapleton (Fiona Ramsay) (11 épisodes)
- 2015-2016 : Blunt Talk : Rosalie Winter (Jacki Weaver) (20 épisodes)
- 2016 : Alerte Contagion : Micheline, la grand-mère de Teresa (Sandra Lafferty) (8 épisodes)
- 2016 : Outcast : Mildred (Grace Zabriskie) (4 épisodes)
- 2016-2017 : Graves : Mme Miller, la mère d'Isaiah (Kathy Najimy) (4 épisodes)
- 2017 : Dark : Ines Kahnwald (Angela Winkler) (5 épisodes)
- 2017 : Doubt : Affaires douteuses : Gail Meyers (Christina Pickles) (3 épisodes)
- 2018 : The First : la présidente (Jeannie Berlin) (3 épisodes)
- 2018-2021 : Cobra Kai : Lucille LaRusso (Randee Heller) (3 épisodes)
- 2022 : Anatomie d'un scandale : ? (?) (mini-série)
- 2022 : Severance : Felicia (Claudia Robinson)

#### Séries d'animation
- 1976 : Candy Candy : la femme de Walter (épisode 16)
- 1982-1983 : Les Mystérieuses Cités d'or : Sabat, la reine des Amazones
- 1985 : Princesse Sarah : Mlle Gertrude Mangin (la directrice)